# スーパーマリオランド
『スーパーマリオランド』（SUPER MARIO LAND）は、任天堂が1989年4月21日に発売したゲームボーイ用の横スクロールアクションゲーム。ゲームボーイ発売時のローンチタイトルで、キャラクター「デイジー」の初登場作品。マリオランドシリーズの第1作目。
日本での販売本数は約419万本で、ゲームボーイソフト史上売り上げNo.2。

## ゲームシステム

### アクション
この作品は岡田智や松岡洋史などそれまでのマリオシリーズには関わっていなかったスタッフが制作しており、本作品独自のシステムがいくつか存在する。
基本的なシステムは『スーパーマリオブラザーズ』（1985年）を踏襲しており、『スーパーマリオブラザーズ』・『スーパーマリオブラザーズ2』と同様、右方向のみにスクロールし引き返すことのできない横スクロール式のアクションゲームである。プレイヤーはマリオを操作し、待ち受ける敵を倒しあるいは避け、右へ右へと進んでいき、各エリアのゴールを目指す。ゴール地点には上下2つの入り口があり、上のゴールに入った場合にはボーナスステージ（マリオの残り人数が増えるなど）に挑戦できる。上のゴールへ行くには落ちるブロックを踏み台にしたり、ゴール以前の区間から上層部を進む方法など様々でかなりのテクニックが必要な場所もある。
各ワールドは3つのエリアに分かれている。3つ目のエリアには各ワールドのボスが待っている。シューティングゲームの様式になっているステージもある。最終ステージ以外の各ワールドの3つ目のエリアは奥にあるスイッチを踏むことでクリアでき、必ずしもボスを倒さなくてもよく、また、クリア時に必ずボーナスステージに挑戦可能である。最終ステージはスイッチがなく必ずボスを倒す必要があり、ボスを倒すとそのままラスボスであるタタンガ戦に突入する。
他のマリオシリーズのアクションゲームと異なり、甲羅を蹴るなどの敵を使ったアクションが一切ない。また、エリアが計12しかないこともあり、ワープやショートカットルートも一切ない。このため旧作に比べてゲーム要素が簡素になっているが、これについてはゲームボーイの初期作及びローンチタイトルであったため、当時の技術では再現できなかったとされている。
高得点を稼ぐとゲームオーバーになった時にコンティニューが可能。10万点ごとにコンティニュー回数が1回追加され、タイトル画面でキノコのカーソルを動かして「CONTINUE」を選べばそのステージから再開できる。

### アイテム
スーパーキノコ
マリオが巨大化し「スーパーマリオ」になる。巨大化した状態では敵に当たっても小さくなるだけでミスにならない。ブロックを下から突き上げて壊す事もできる。『スーパーマリオブラザーズ』等と異なり、出現させると同時に右に向かって跳ね上がる。着地後は右に滑っていくが、段差を落ちる際に横方向の慣性が働かず、垂直に落ちていく。
スーパーボールフラワー
他のマリオシリーズ作品のファイアフラワーに似た形の花であるが、本作ではファイアマリオではなく、スーパーボールを投げることができる「スーパーボールマリオ」に変身する（小さいマリオの状態で取った場合はスーパーマリオにしかならない）。外見はスーパーマリオと同様。スーパーボールを敵に当てると、当たった敵を倒すことができる（一部の敵には無効）。また、投げたボールがコインに触れるとコインを獲得できる。これにより、直接取りに行くことができない位置にあるコインを取ることも可能である。ファイアボールと異なり、射出後は斜め下45度の角度で直進し、地面や壁・土管などに当たると斜め直角に跳ね返り続ける。敵に当たったり、上空に飛んでいったり、穴に落ちたりすると消えるが、跳ね返って飛び続けている場合でも一定時間で消滅する。1個スーパーボールを投げると、そのスーパーボールが画面から消えるまで、次のボールは発射できない。
スーパーマリオの時にキノコの出るブロックを叩くと出現するが、シューティング面ではスーパーマリオの時でもキノコが出現し、フラワーは出現しない。スーパーボールマリオの時にキノコを取ってもスーパーマリオには戻らない。
スーパースター
取るとマリオが一定時間無敵になる。出現させるとキノコと同様に飛び上がるが、地面に落ちても跳ねずにそのまま貫通して画面外に消えてしまう。無敵状態では敵は触れるだけで倒せるが、得点は低くなる（スーパーボールなど飛び道具を1発以上当ててからならば通常通りの得点となる）。
無敵中のBGMは他のマリオシリーズ作品に用いられているものとは異なり、オッフェンバック作曲の『天国と地獄』が採用されている。
コイン
100枚取るとマリオの残り人数が1つ増える。空中や、ブロックの中に配置されている。
1UPハート
取るとマリオの残り人数が1つ増える。挙動はキノコと同様。他のマリオシリーズ作品の1UPキノコに相当するが、ゲームボーイはモノクロであるため、スーパーキノコと形が異なるアイテムとなった。
エレベーター
一部ステージ限定（例：1-3）のアイテムで他のアイテムと違い飛び出さずにブロックの上に設置される。これに乗ると上昇して天井裏に行くことができる。

### シューティングステージ
ワールド2-3と4-3（最終ステージ）は右方向強制スクロールのシューティングステージとなっており、乗り物に乗って敵を飛び道具で攻撃しながら進むことになる。通常時との違いは以下の通り。
- 上下左右斜め移動が可能。
- マリオの状態に関係なく飛び道具を発射できる。単発発射と自動連射が可能。
- 敵に直接触れた場合、どこから衝突してもダメージを受ける（巨大化している場合は小さくなり、小さい状態であればミスになる）ので、飛び道具を撃ち込んで倒すことになる。ただし無敵状態のときは体当たりで倒すことができる。
- ボスキャラクターは飛び道具を何発も撃つことでマリオの状態に関係なく倒すことができる。2-3では1-3や3-3と同様、ボスを倒さずにスイッチに触れてクリアすることもできる。
- ブロックは直接触れて叩くことはできないが、飛び道具を撃ち込むと壊すことができる。
- 谷底に落ちることは無いが、画面のスクロールと壁に挟まれて、完全に姿が見えなくなるとミス。

ワールド2-3は水中面となっており、潜水艇マリンポップ号に乗り魚雷で攻撃する。ワールド4-3は空中面となっており、戦闘機スカイポップ号に乗りミサイルで攻撃する。どちらも操作方法やゲーム内の仕様に関しては共通。

### バグ技
画面ずらし等のバグ技が多数発見されているが、中でも有名なのが、2-3と4-3のシューティングステージで、マリオが左端から右端へ移ってしまうバグである。これを使うと、通常では入れない壁の内側に入ったり、ボスを倒さずに扉の裏側へ行くことができてしまう。

### 裏面
タタンガを倒すとタイトル画面のキノコがマリオに変わり、裏面に進める。ステージ構成は変わらないが敵と障害物の数が多くなる。ボス戦ではタマオーが2体に増える以外は通常と同じである。裏面をクリアするとタイトル画面でステージセレクトが可能になる。選択できるのは裏面のみで、表面に戻ることはできない。

## 設定

### ストーリー
ピラプト王国・ミューダ王国・イーストン王国・チャイ王国から成るサラサ・ランドと呼ばれる世界があった。
ある日、サラサ・ランドを征服する事を企む宇宙怪人タタンガが空から現れた。
タタンガは各王国の住民たちに宇宙催眠をかけ、思うがままに操ってあっという間にサラサ・ランドを乗っ取り、さらにサラサ・ランドの姫デイジー姫も連れ去ってしまった。
このことを知ったマリオはデイジー姫が捕らえられているというチャイ王国を目指す。

### 舞台
ゲームの舞台はサラサ・ランドとなっており、ピラプト王国・ミューダ王国・イーストン王国・チャイ王国の四王国から成り立っている。敵キャラクターは本作独自のものが多いが、一部、キノコ王国に住んでいるものと共通ないし特徴や外観が類似した種族が住んでいる。

### ステージ構成
各王国のモデルは、古代文明や伝説にゆかりのある実在の国、地域であり、設定では各国の王はそれぞれ、『スーパーマリオランド』での中ボスとなっている。
ピラプト王国
モデルはエジプト。王は、キング・トトメス。
ミューダ王国
モデルはバミューダ諸島。王は、ドラゴンザマス。
イーストン王国
モデルはイースター島。王は、ヒョイホイ。
チャイ王国
モデルは中国。王は、パオキントン。

## キャラクター
本作では上記のようにキノコ王国ではなくサラサ・ランドという別の世界が舞台となっており、クッパやピーチ姫などこれまでのマリオシリーズに登場したキャラクターは登場せず、デイジー姫や宇宙怪人タタンガなどの新キャラクターが登場している。

### 障害物
無敵状態でも倒せない障害物。
毒針
乗るとダメージを受ける。地面やブロックに生えている。ダメージを受けるブロックとして扱われるので、無敵状態であれば足場として上に乗ることが可能。
パンチハンド
4-3のステージ後半に出現する、マリオの行く手を邪魔する巨大な手。
煉瓦
一定時間経過すると上から降ってくる。上以外から触れるとダメージだが、上に乗ることは可能。
鍾乳石
マリオが真下を通ると上から降ってくる。上以外から触れるとダメージだが、上に乗ることは可能。

## 移植版
| No. | タイトル                            | 発売日                    | 対応機種                            | 開発元           | 発売元 | メディア                              | 型式         | 備考 | 出典                     |
| --- | ----------------------------------- | ------------------------- | ----------------------------------- | ---------------- | ------ | ------------------------------------- | ------------ | ---- | ------------------------ |
| 1   | スーパーマリオランド                | 2000年3月1日              | ゲームボーイ （ニンテンドウパワー） | 任天堂開発第一部 | 任天堂 | フラッシュロムカセット                | -            | -    | -                        |
| 2   | スーパーマリオランド                | 2011年6月6日 2011年6月7日 | ニンテンドー3DS                     | 任天堂開発第一部 | 任天堂 | ダウンロード （バーチャルコンソール） | CTR-RAAJ-JAN | -    | [ 5 ] [ 6 ]              |
| 3   | ゲームボーイ Nintendo Switch Online | 2024年5月15日             | Nintendo Switch                     | 任天堂           | 任天堂 | ダウンロード                          | -            | -    | [ 7 ] [ 8 ] [ 9 ] [ 10 ] |

## 音楽
サウンドトラック
- 『スーパーマリオランド/マリオ・フリークス・オーケストラ』（1989年9月1日 日本コロムビア）
ゲームBGMのアレンジ版と、メドレー形式でオリジナル版を収録。
- 『GAME BOY MUSIC』（1990年3月21日 ポニーキャニオン）
- 『ゲームボーイグラフィティ』（1990年5月21日 日本コロムビア）
- 『SUPER MARIO LAND Ambassadors of Funk feat. MC Mario』（1993年3月21日 アルファレコード）

## スタッフ
- プロデューサー：横井軍平
- ディレクター：岡田智
- プログラマー：山本雅央、原田貴裕
- デザイン：松岡洋史、真下雅彦
- サウンド：田中宏和
- アミダデザイン：山中勝
- スペシャルサンクス：瀧良博、出石武宏、永田秀夫、加納誠、西澤健治

## 評価
- ゲーム誌『ファミコン通信』の「クロスレビュー」では、6・7・7・6の合計26点となっている[20][14]。レビュアーの意見としては、「残像があるためアクションゲームは向かないんじゃないかってあちこちで言われるけど、この『マリオ』に関してはかなりいい線いってると思う」、「元祖『スーパーマリオ』に比べたらマリオの動きもなんだかチャチいし、敵も魅力的じゃない」などと評されている[20]。
- ゲーム誌『ファミリーコンピュータMagazine』の読者投票による「ゲーム通信簿」での評価は以下の通りとなっており、21.72点（満30点）となっている[1]。また、同雑誌1991年5月24日号特別付録の「ゲームボーイ オールカタログ」では、「このゲームには、今までのシリーズにはなかった、マリオのシューティング面が入っているぞ。それだけでなく、マリオの残り数が増えるボーナスステージも新しく加わっている。各ワールドのボスも、クッパではなく、オリジナルのボスになっているぞ。もちろん、水辺を進む面、地下を通る面、隠しコインのある面など、今までのシリーズにあった面も、豊富に取り込まれている。液晶画面のことを考えて作られているので敵やトラップはやや簡単になっている」と紹介されている[1]。

| 項目 | キャラクタ | 音楽 | 操作性 | 熱中度 | お買得度 | オリジナリティ | 総合  |
| 得点 | 3.71       | 3.60 | 3.64   | 3.71   | 3.77     | 3.29           | 21.72 |

## 漫画作品
『コミックボンボン』で、本作のコミカライズ版が本山一城によって連載されているが、ゲームには出てこないピーチ姫、メカクリボー、ナンチャン道士、ナンキンくん、ミンメイ、スーちゃんなども登場する。なおスーパーマリオランド本編に関しては第1巻のみで終了した。
『スーパーマリオくん』では2巻巻末の4コマ漫画が「スーパーマリオランド」を扱ったものになっている（一話のみ）。タタンガを倒してデイジー姫を助けに来たマリオが、欄外からピーチ姫に「このうわき者!!」とスーパーキノコを投げつけられる。3巻巻末の漫画ではタタンガの手下たちがクッパに雇われているという設定でマリオたちに襲い掛かる。マリオたちが直接倒したボスはドラゴンザマスとタマオーのみで、タタンガはクッパとのやり取りが描写される1コマにしか出て来ない。